# Bulgarische Sprache
Die bulgarische Sprache (bulgarisch български език balgarski esik [ˈbɤ̞ɫgɐrski ɛˈzik], wissenschaftliche Transliteration bălgarski ezik) gehört zur südslawischen Gruppe des slawischen Zweiges der indogermanischen Sprachen. Die bulgarische Sprache ist eine der ältesten dokumentierten slawischen Sprachen. Seit ca. 1000 Jahren existiert das Bulgarische als Schrift-, Amts-, Sakral- und Literatursprache. Genauso alt ist die Geschichte der bulgarischen Literatur. Das mittelalterliche Bulgarische Reich beeinflusste die slawischen Kulturen maßgeblich durch die Entwicklung der kyrillischen Schrift am Hofe der bulgarischen Zaren und die Gründung des Bulgarischen Patriarchats. Die bulgarische Sprache und Literatur hatten im Mittelalter somit überregionale Bedeutung im Rahmen des christlich-orthodoxen Kulturgebiets.
Gemeinsam mit der mazedonischen Sprache, mit der sie in einem Dialektkontinuum steht, bildet sie heute innerhalb der südslawischen Gruppe die Untergruppe der ostsüdslawischen Sprachen.
Die bulgarische Sprache wird von rund 8 Millionen Menschen gesprochen; vor allem in Bulgarien (ca. 6,5 Millionen), aber auch in anderen Staaten Südost- und Osteuropas, in Griechenland (1970: 20.000), Rumänien (1970: 13.000), Nordmazedonien, Moldau (2005: 40.000), Ukraine (2001: 205.000), Serbien (1991: 25.200), Belarus, der Slowakei (2001: 1.176) und der Türkei (2001: 30.000, sogenannte Pomaken).

## Geschichte und Merkmale

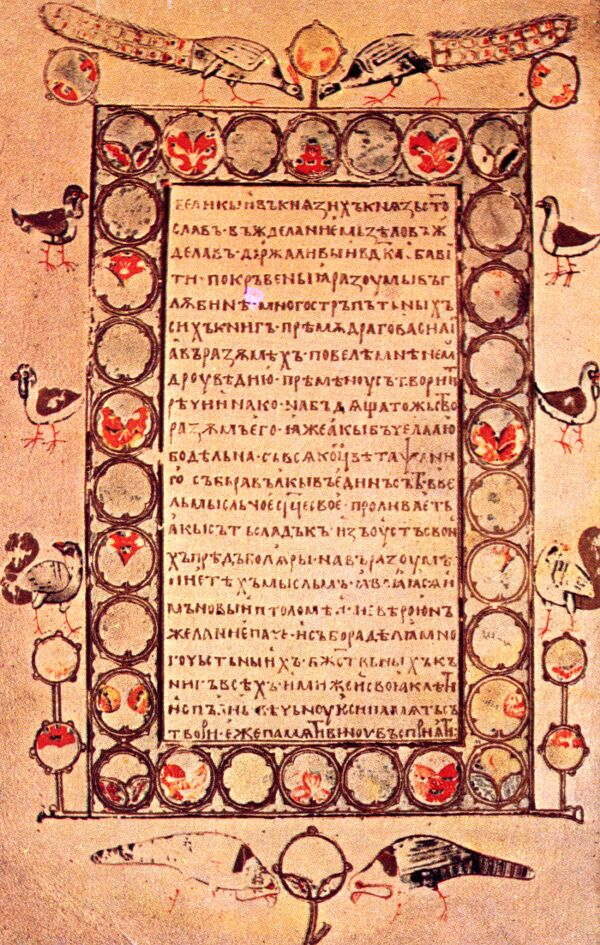
Simeon Laudatio geschrieben ins Altbulgarische

Die Anfänge des altbulgarischen und somit des slawischen Schriftentums sind im 9. Jahrhundert zu sehen. Die historische Entwicklung der bulgarischen Sprache kann in mehrere Perioden eingeteilt werden. Die meisten Sprachwissenschaftler sprechen von folgenden drei Perioden:

### Altbulgarische Periode (9.–11.Jahrhundert)
Die Periode der altbulgarischen Sprache umfasst die Zeit zwischen der Übernahme der slawischen Sprache als offizielle Sprache im Ersten Bulgarischen Reich und dessen Fall 1018 unter byzantinische Herrschaft. Einige Linguisten sehen jedoch den Anfang der Periode mit der Erschaffung des ersten slawischen Alphabets, der Glagoliza im Jahre 862 durch Kyrill Philosoph. In diese Periode des Goldenen Zeitalters der bulgarischen Kultur fällt auch die Entstehung des kyrillischen Alphabets am Hofe der bulgarischen Zaren in Preslaw. Ein weiteres Zentrum bildete Ohrid, das sich zu jener Zeit im westlichen Teil des bulgarischen Reiches befand und einen Großteil der altbulgarischen Literatur hervorbrachte.
Das Altbulgarische wurde damit in den zwei Schriftformen des mittelalterlichen Bulgarischen Reiches überliefert, dem älteren glagolitischen und dem jüngeren kyrillischen Alphabet. Während die altbulgarischen Denkmäler wie die Bitola-Inschrift, Samuil-Inschrift, Mostisch-Inschrift sich datieren und inhaltlich klassifizieren lassen, sind die überlieferten Handschriften undatiert und können sich nur schwer klassifizieren. Zu den glagolitischen Handschriften des Altbulgarischen zählen zum Beispiel der Codex Zographensis, Codex Marianus, Glagolita Clozianus, Codex Assemanianus, Psalterium Sinaiticum, Euchologium Sinaiticum, zu den kyrillisch geschriebenen Sava-Evangelium oder der Codex Suprasliensis.
Wegen der Verbreitung der altbulgarischen Sprache und Kultur auf die anderen slawischen Völker spricht man von dem „Ersten Südslawischen Einfluss“. Dabei nahm das Altbulgarische bei der Christianisierung der Slawen eine zentrale Rolle ein und wurde zur Liturgiesprache, weswegen vor allem russische und jugoslawische Sprachwissenschaftler von der „altkirchenslawischen“ Sprache sprechen.

### Mittelbulgarische Periode (12.–14.Jahrhundert)
Die Periode der mittelbulgarischen Sprache umfasst die Zeit zwischen der Restaurierung des bulgarischen Reiches bis zu dessen Unterwerfung durch die osmanischen Türken. Die Sprache mit den durch die Tarnower Schule in der Orthographie von Tarnowo festgelegten grammatischen Regeln wurde zur Grundlage der weiteren sprachlichen Entwicklung in den Gebieten der heutigen Staaten Rumänien, Moldau und Serbien, Ukraine und Russland, so dass man von einem „Zweiten Südslawischen Einfluss“ auf diese Länder spricht. Die Sprache des Zweiten Bulgarischen Reichs wird auch heute immer noch in den slawischen orthodoxen Kirchen als Liturgiesprache genutzt, weswegen sie auch Kirchenslawisch genannt wird.
Vom Ende des 14. bis ins 16. Jahrhundert wurde Bulgarisch von den walachischen Fürsten als Kanzleisprache verwendet.

### Neubulgarische Periode (seit dem 15.Jahrhundert)

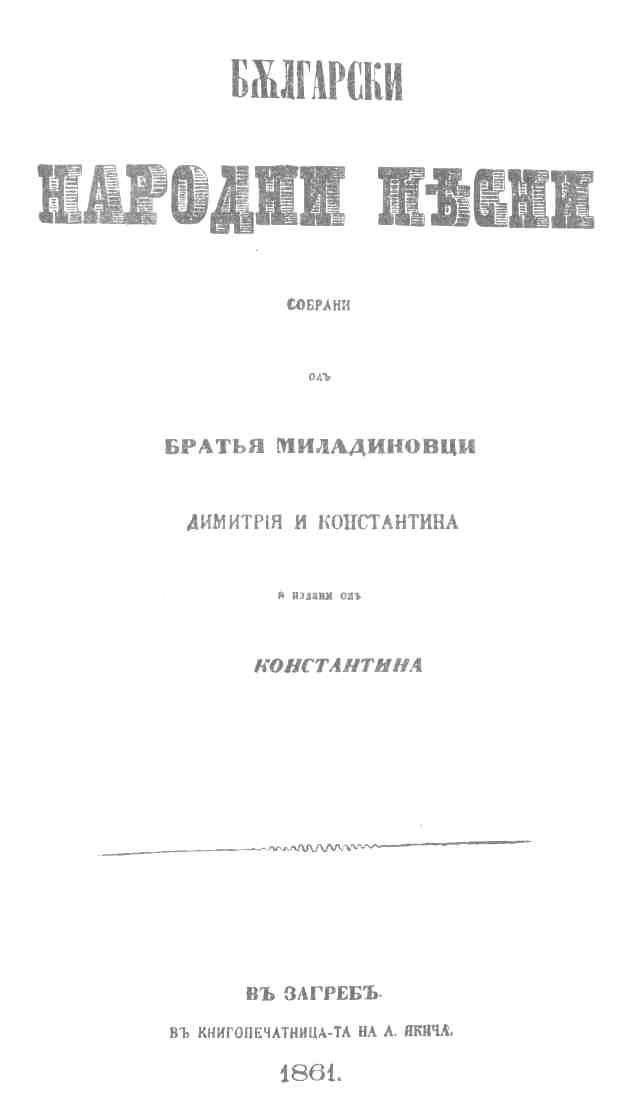
Titelseite des Buches Bulgarische Volkslieder der Brüder Miladinow

Die neubulgarische Epoche wird zunächst durch die sogenannten Damaskini des 17. und 18. Jahrhunderts belegt. Dabei handelte es sich primär um die übersetzten griechischen Predigten des Damaskenos Studites, die mehrmals ins Bulgarische übertragen wurden und in denen sich auch die wichtigsten Merkmale fast aller neubulgarischen Mundarten wiederfinden.
Während der Bulgarischen Nationalen Wiedergeburt eingetretene Veränderungen in der Entwicklung der bulgarischen Kultur und des Bildungswesens begründeten die Notwendigkeit einer weltlichen Bildung sowie einer in der Volkssprache geschriebenen Literatur. Im Diskurs suchten zunächst die »Traditionalisten«, darunter Georgi Rakowski, Christaki Pawlowitsch, Konstantin Fotinow oder Neofit Bosweli, die Verwendung der altbulgarischen Form und Syntax als Sprachgrundlage durchzusetzen. Ihr Versuch blieb jedoch erfolglos, und die Mehrheit wie Kiril Pejtschinowitsch setzte sich für die gesprochene Volkssprache als Grundlage ein. Lediglich bei der Dialektgrundlage der zu schaffenden bulgarischen Standardschriftsprache kam es zu Differenzen, wo Intellektuelle auch auf ihre lokale Sprachloyalität setzten. Einen Schritt in diese Richtung stellt das erste bulgarische Schulbuch dar: Die Fibel mit unterschiedlichen Belehrungen, die in den für die Heimatstadt des Autors typischen ostbulgarischen Dialekten geschrieben wurde, wurde von Petar Beron bereits 1824 in Kronstadt publiziert. Der Gelehrte Neofit Rilski verwendete zunächst die westbulgarischen Dialekte, versuchte jedoch in seiner Grammatik (1835), die ost- und westbulgarischen Dialekte zu vereinen. Jossif Kowatschew setzte sich für den zentralbulgarischen Dialekt ein, der als Bindeglied fungieren sollte.
Einer der ersten bulgarischen Philologen, Partenija Zografski, forderte 1858 in seinem Artikel Gedanken über die bulgarische Sprache (Мисли за болгарскїй-отъ ѧзик Misli za balgarskiot jazik) in der Zeitschrift Bulgarische Büchlein (Български книжици Balgarski knischizi) als Vertreter des »mazedonischen Dialektes« (makedonskoto narečije), dass dieser als Hauptgrundlage der „allgemeinen Schriftsprache“ ausgewählt werden sollte, da dieser voller und reicher als die übrigen Dialekte sei. Das 1861 in Zagreb erschienene Werk Bulgarische Volkslieder der Förderer Brüder Miladinowi aus Struga basierte ebenfalls auf den westbulgarischen Dialekten. Petko Slawejkow plädierte wiederum in seiner Zeitung Makedonija in der Ausgabe vom 18. Januar 1871 für eine Schriftsprache auf polydialektaler Dialektbasis und warnte vor der Beschränkung der Sprache auf die Eigenschaften des Ostbulgarischen und wurde dabei von Kuzman Schapkarew und Najden Gerow unterstützt.
Und obwohl die Anfänge der bulgarischen Wiedergeburt in Makedonien liegen, spielten die Ostbulgaren bei der Herausbildung der Standardsprache eine führende Rolle. Die Gründung und Förderung von weiterführenden und weltlichen Schulen in Ostbulgarien (so übertrugen Neofit Rilski, Najden Gerow und Botjo Petkow das weltliche Schulklassen-System, 1835 eröffnete die Gabrowo-Gesamtschule, 1850 die Klassen-Eparchie-Schule Kyrill und Method von Plowdiw, 1858 das Bolgrader Gymnasium) ebnete die Grundlage für diesen Einfluss. Hinzu kam die reichhaltige Publikationstätigkeit von talentierten Schriftstellern, Poeten und Journalisten wie Iwan Bogorow, Ljuben und Petko Karawelow oder Najden Gerow in den ostbulgarischen Dialekten; nach anfänglichem Überwiegen westbulgarischer Mundarten kam es zur allmählichen Dominanz der Ersteren, die durch die Herkunft der Publizisten bedingt war. Auch wichtige Förderer wie Wassil Aprilow, Nikola Palausow betrachteten bei der Herausbildung der neubulgarischen Sprache die ostbulgarischen Dialekte als Grundlage der Herausbildung einer einheitlichen Schriftsprache. Die Schul-, Kirchen- und Begabtenförderung in russischen Hochschulen und Universitäten durch in Odessa lebende Kaufleute und die Nähe der ostbulgarischen Dialekte zum Russischen ebneten dem kulturellen Einfluss Russlands auf die Bulgaren und die bulgarische Sprache den Weg. Vor allem aber wandte sich Marin Drinow, der nach der Befreiung Bulgariens an der nach ihm benannten Rechtschreibung maßgeblich beteiligt war, gegen die Verwendung der westbulgarischen Dialekte oder eine Schriftsprache auf polydialektaler Dialektbasis. Erst 1899, mehr als 20 Jahre nach der Befreiung wurde eine durch Bildungsminister Todor Iwantschow initiierte Vereinheitlichung der bulgarischen Orthographie (auch »Iwantschow-Rechtschreibung«, Иванчевски правопис Iwantschewski prawopis genannt) erste offizielle bulgarische Rechtschreibnorm eingeführt.
Im Laufe des 20. Jahrhunderts gewann dennoch das Westbulgarische einen stärkeren Einfluss auf die Sprache.
Das Bulgarische darf nicht mit dem Urbolgarischen verwechselt werden, das eine Turksprache (nach anderen Theorien eine nordostiranische Sprache) war. Heute gibt es jedoch immer noch einige Wörter in der neubulgarischen Sprache, die dem Protobulgarischen entstammen, wie z. B. Тояга Tojaga („Stock“) oder Баща Baschta („Vater“). Außerdem gibt es einige wenige Wörter, die dem thrakischen Substrat entstammen wie katerja se („klettern“) von thrakisch katerdass und kacna, kacvam („sich niederlassen“).

## Dialekte
Die bulgarischen Dialekte sind in den vergangenen hundert Jahren umfassend erforscht und dokumentiert worden. Traditionell werden sie entlang der Aussprache des altbulgarischen Buchstaben »jat« (auch jat-Grenze genannt) in zwei Gruppen unterteilt: Ostbulgarisch (Aussprache des »jat« *ě als [ʲa] und e: bjal – beli) und Westbulgarisch (Aussprache des »jat« als [⁠ɛ⁠]: bel – beli). Davon abgesehen definieren einige Linguisten die rupzische Mundart als dritte Dialektgruppe, die eigene Parallelen zum Altbulgarischen sowie zu benachbarten türkischen und griechischen Dialekten als Merkmale aufweist. Die Dialektgruppen gliedern sich in folgenden Mundarten:
- Westbulgarische Dialekte:
  - Nordwestbulgarische Mundarten
  - Südwestliche Mundarten
  - Übergangsdialekte
- Ostbulgarische Dialekte:
  - Balkanmundarten
  - Mysische Mundarten
- Rupzische Dialekte:
  - Rhodopenmundarten

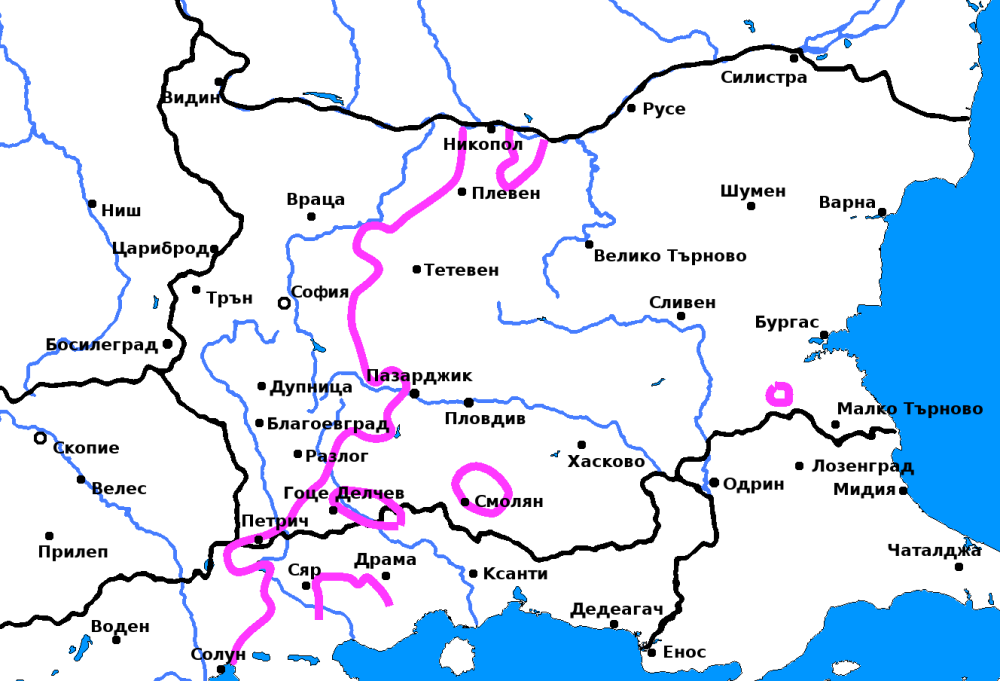
Jat-Grenze, westlich derer *ě nur als vertreten ist

  - Ostrupzische Mundarten: werden einerseits in der Südhälfte der Thrakischen Ebene bis zur türkischen Grenze gesprochen, anderseits im Strandscha-Gebirge
  - Westrupzische Mundarten (Übergangsdialekt)

Verschiedene phonetische, akzentologische, morphologische und lexikalische Isoglossen verbinden die westbulgarischen mit den östlich der Jat-Grenze gesprochenen Dialekten der Rhodopen und des Strandscha-Gebirges bis hin zum Schwarzen Meer. Diese Dialekte haben mehrere gemeinsame Charakteristika, weswegen sie von einigen Forschern als eine dritte Dialektgruppe, das Rupzische, definiert werden. Zu ihren Eigenschaften gehört der Reflex des urslawischen *ě als offenes e, des urslawischen д und ъ als offenes *ô und der sogenannte dreifache Artikel. Die Formen für Singular und Plural werden in diesen Mundarten zum Teil aus Kasusformen für den Dativ abgeleitet. Ein weiteres Merkmal ist das Aufbewahren zahlreicher lexikalischer Archaismen, die oft Parallelen zum Altbulgarischen aufweisen, zu denen sich jedoch kein Äquivalent in den übrigen bulgarischen Mundarten findet. Sprecher der Rhodopenmundarten sind einerseits christliche, andererseits muslimische Bulgaren (Pomaken). Der auf die Mitte des 17. Jahrhunderts zurückgehende Glaubensunterschied hat sich kaum auf die Mundarten ausgewirkt, betrifft jedoch insbesondere den Wortschatz im religiösen Bereich und die arabisch-türkischen Vornamen der Muslime.
Die Rhodopen- und rupzischen Mundarten reichten vor dem Ersten Weltkrieg über die heutige bulgarische Staatsgrenze hinaus. So waren die thrakischen Dialekte in Verbindung vor allem mit türkischen und zum Teil auch mit griechischen Dialekten bis zur Küste der Ägäis verbreitet.
Die Übergangsdialekte weisen Merkmale jeweils zweier Sprachen auf (Serbisch und Bulgarisch bzw. Mazedonisch und Bulgarisch) und werden über das Bulgarische Dialektkontinuum determiniert. Die Zugehörigkeit dieser Mundarten, die sich auf der anderen Seite der Grenze in Serbien und Mazedonien fortsetzen, war in der Vergangenheit unter serbischen bzw. ist heutzutage unter mazedonischen und bulgarischen Linguisten umstritten. Während die einen die bulgarische Sprachgrenze weit nach Westen bis nach Niš, Prizren und Ohrid zogen, ziehen die anderen die Sprachgrenze im Osten bis nach Sofia und das gesamte Pirin-Gebirge hinaus (Mazedonismus). In Bulgarien ordnet man aus diesem Grund das Mazedonische bisweilen als Dialekt dem Bulgarischen zu. Da es kein hinreichendes linguistisches Abstandskriterium für diese Mundarten zu den jeweiligen Sprachen gibt, kann nur das Kriterium der nationalen Selbstidentifikation der Sprecher und der von ihnen anerkannten Standardsprache herangezogen werden. Danach wären die Mundarten westlich der heutigen bulgarischen Staatsgrenze als Serbisch bzw. Mazedonisch und jene östlich der Landesgrenze als Bulgarisch zu bezeichnen bzw. als Dialekte dem Bulgarischen zuzuordnen.
Die dem Bulgarischen nächstverwandte Sprache ist das Mazedonische.

## Wortschatz
Der Wortschatz besteht überwiegend aus slawischen Erbwörtern. Lehnwörter entstammen vor allem dem Griechischen und dem Türkischen. Seit dem 19. Jahrhundert gab es immer wieder Bestrebungen, türkische Wörter durch Slawismen, die vorwiegend aus dem Russischen stammen, zu ersetzen. Auswirkungen hatten diese Bemühungen vor allem auf die Schriftsprache; die Umgangssprache ist nach wie vor reich an türkischen Elementen, wobei der Großteil davon (z. B. Диван Diwan für „Sofa“, Тефтер Tefter für „Notizbuch“, Пехливан Pehlivan für „Ringer“) arabischen und persischen Ursprungs sind. Im technischen Bereich sind viele französische und deutsche Wörter übernommen worden (siehe unten) sowie in letzter Zeit Anglizismen.

## Alphabet

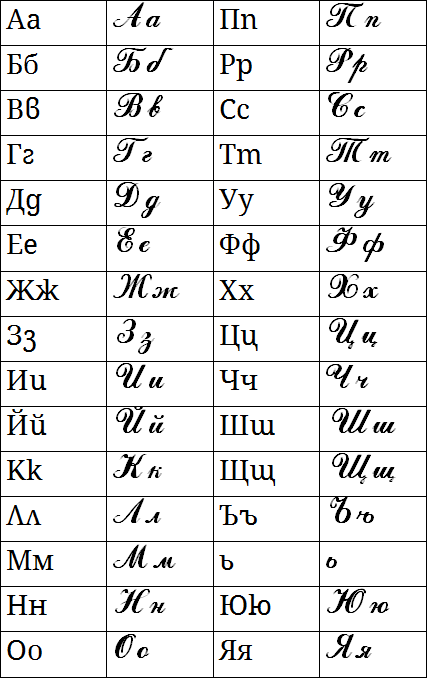

Das Bulgarische wird in der bulgarischen Variante der kyrillischen Schrift geschrieben. Das bulgarische Alphabet (Азбука Asbuka) umfasst seit der Rechtschreibreform von 1945 30 Buchstaben in folgender Reihenfolge:
| А | Б | В | Г | Д | Е | Ж | З | И | Й | К | Л | М | Н | О | П | Р | С | Т | У | Ф | Х | Ц | Ч | Ш | Щ | Ъ | Ь | Ю | Я |
| а | б | в | г | д | е | ж | з | и | й | к | л | м | н | о | п | р | с | т | у | ф | х | ц | ч | ш | щ | ъ | ь | ю | я |
| а | б | в | г | д | е | ж | з | и | й | к | л | м | н | о | п | р | с | т | у | ф | х | ц | ч | ш | щ | ъ | ь | ю | я |

In alten Texten können darüber hinaus die Buchstaben Ѣ/ѣ (Jat; Aussprache in der Regel je nach Kontext wie е oder я; z. B. голѣм goljam oder голѣми golemi; ursprüngliche Aussprache [æː]) sowie Ѫ/ѫ (Großes Jus голям юс; Aussprache in der Regel [⁠ɐ⁠]; ursprüngliche Aussprache [ɔ̃]; der Buchstabe sollte nicht mit dem kyrillischen Buchstaben Kleines Jus Ѧ/ѧ verwechselt werden) auftauchen. Im heutigen Bulgarisch werden diese alten Zeichen jedoch nicht mehr verwendet; sie wurden im Zuge einer Rechtschreibreform 1945 abgeschafft.
Für die Kleinbuchstaben werden häufig die so genannten kursiven Formen auch in der aufrechten Schrift verwendet, die sich von den (russischen) Standardformen teilweise stark unterscheiden.
Beim Buchstabieren wird der Lautwert der Vokale beibehalten. Den Konsonanten wird stets der Laut ъ (Aussprache: [⁠ə⁠]) nachgestellt; Ausnahmen sind das й, welches als i kratko (и кратко „kurzes i“) sowie das ь, welches als er malăk (ер малък „kleines Jer“) buchstabiert wird. Somit ergibt sich im Bulgarischen folgendes Buchstabieralphabet:
| Buchstabe              | а | б  | в  | г  | д  | е | ж                | з              | и | й        | к  | л  | м  | н  | о |
| bulgarische Aussprache | а | бъ | въ | гъ | дъ | е | жъ               | зъ             | и | и кратко | къ | лъ | мъ | нъ | о |
| deutsche Aussprache    | a | bă | wă | gă | dă | e | schă (stimmhaft) | să (stimmhaft) | i | i kratko | kă | lă | mă | nă | o |
| IPA-Aussprache         | a | bə | və | gə | də | ɛ | ʒə               | zə             | i | iˈkratko | kə | ɫə | mə | nə | ɔ |

| Buchstabe              | п  | р  | с  | т  | у | ф  | х   | ц   | ч          | ш    | щ     | ъ | ь        | ю  | я  |
| bulgarische Aussprache | пъ | ръ | съ | тъ | у | фъ | хъ  | цъ  | чъ         | шъ   | щъ    | ъ | ер малък | ю  | я  |
| deutsche Aussprache    | pă | ră | ßă | tă | u | fă | chă | ză  | tschă      | schă | schtă | ă | er malăk | ju | ja |
| IPA-Aussprache         | pə | rə | sə | tə | u | fə | xə  | tsə | tʃə / tʃʲə | ʃə   | ʃtə   | ə | ɛrˈmaɫək | ju | ja |

Dies stellt eine deutliche Abweichung vom Deutschen, aber auch vom (ebenfalls in kyrillischer Schrift geschriebenen) Russischen dar. Beispiele:
- Buchstabe „К“: bulgarisch [kə] – deutsch und russisch [kaː]
- Buchstabe „M“: bulgarisch [mə] – deutsch und russisch [ɛm]
- Buchstabe „T“: bulgarisch [tə] – deutsch und russisch [te]

## Phonetik
Die meisten Buchstaben werden im Großen und Ganzen wie im Deutschen bzw. wie ihre Entsprechungen im Deutschen ausgesprochen. Die Hauptunterschiede zur standarddeutschen Aussprache liegen
- in der Aussprache des r-Lautes (mit der Zunge gerollt)
- in der Aussprache des l-Lautes (siehe Tabelle)
- in der Tatsache, dass der ə-Laut (unbetontes deutsches e) auch in betonter Stellung vorkommen kann
- in der etwas gehauchteren Aussprache des ch-Lautes (siehe Tabelle)
- in der Palatalisierung, insbesondere hörbar bei l und n

Palatalisierungen treten nicht so häufig auf wie beispielsweise im Russischen. Starke Unterschiede zwischen palatalisierter und nicht palatalisierter Aussprache sind nur bei wenigen Buchstaben deutlich hörbar, z. B. bei n und l:
- Vergleiche син [sin] – синьо [siɲo]; ñ wie in „España“ oder wie gn in „Cognac“ [kɔɲak]
- Vergleiche ла (кукла „Puppe“, l wie im Niederländischen) – ле (зеле „Kohl“ wie deutsches l, nicht palatisiert [ɫɛ]) – ля (леля „Tante“, ungefähr lj oder wie l in italienisch gli in Tagliatelle).

Wie in anderen slawischen Sprachen und im Deutschen gibt es eine Auslautverhärtung.
| Kyrillisch | ISO 9 | Offizielle Transkription | IPA-Lautschrift     | Bulgarische Aussprache des Buchstabens in der Alphabetnennung | Beschreibung zur Lautbildung mit deutscher Phonetik |
| ---------- | ----- | ------------------------ | ------------------- | ------------------------------------------------------------- | --- |
| А а        | A a   | A a                      | a                   | „a“/„а“                                                       | wie deutsches a |
| Б б        | B b   | B b                      | b                   | „be“ (mit Murmellaut)/„бъ“                                    | wie deutsches b |
| В в        | V v   | V v                      | v                   | „we“ (mit Murmellaut)/„въ“                                    | wie deutsches w |
| Г г        | G g   | G g                      | ɡ                   | „ge“ (mit Murmellaut)/„гъ“                                    | wie deutsches g |
| Д д        | D d   | D d                      | d                   | „de“ (mit Murmellaut)/„дъ“                                    | wie deutsches d |
| Е е        | E e   | E e                      | ɛ                   | „e“/„е“                                                       | wie deutsches e in „Herr“ oder „Erbrecht“ |
| Ж ж        | Ž ž   | Zh zh                    | ʒ                   | „sche“ (mit Murmellaut)/„жъ“                                  | stimmhafter sch-Laut wie in „Journal“ oder „Garage“ |
| З з        | Z z   | Z z                      | z                   | „se“ (mit Murmellaut)/„зъ“                                    | stimmhaftes s wie in „sagen“ |
| И и        | I i   | I i                      | i                   | „i“/„и“                                                       | wie deutsches helles i in „Licht“ oder „sie“ |
| Й й        | J j   | Y y                      | j                   | „i kratko“/„и кратко“ („kurzes i“)                            | wie deutsches j |
| К к        | K k   | K k                      | k                   | „k“ (mit Murmellaut)/„къ“                                     | wie deutsches k |
| Л л        | L l   | L l                      | l ([ɫ], [ʎ])        | „le“ (mit Murmellaut)/„лъ“                                    | - vor а, о, у, ъ und Konsonanten dumpfer (velarer) als im Deutschen, vergleichbar mit dem l im Niederländischen oder mit Englisch „well“ - vor e und и oft ungefähr wie deutsches l - vor ь (ьо), ю, я und oft auch vor e und и deutlich palatalisiert, ungefähr wie gl in italienisch „Tagliatelle“ |
| М м        | M m   | M m                      | m                   | „me“ (mit Murmellaut)/„мъ“                                    | wie deutsches m |
| Н н        | N n   | N n                      | n                   | „ne“ (mit Murmellaut)/„нъ“                                    | - normalerweise wie deutsches n - vor ь (ьо), ю, я (regional auch vor e und и) deutlich palatalisiert, ungefähr wie ñ in „España“ oder gn in „Cognac“ |
| О o        | O o   | O o                      | ɔ                   | „o“/„о“                                                       | wie deutsches o |
| П п        | P p   | P p                      | p                   | „pe“ (mit Murmellaut)/„пъ“                                    | wie deutsches p |
| Р р        | R r   | R r                      | r                   | „re“ (mit Murmellaut)/„ръ“                                    | gerolltes Zungen-r |
| С с        | S s   | S s                      | s                   | „se“/„съ“                                                     | immer stimmlos wie deutsches ß |
| Т т        | T t   | T t                      | t                   | „te“ (mit Murmellaut)/„тъ“                                    | wie deutsches t |
| У у        | U u   | U u                      | u                   | „u“/„у“                                                       | wie deutsches u |
| Ф ф        | F f   | F f                      | f                   | „fe“ (mit Murmellaut)/„фъ“                                    | wie deutsches f |
| Х х        | H h   | H h                      | x                   | „che“ (mit Murmellaut)/„хъ“                                   | wie deutsches ch in „machen“ |
| Ц ц        | C c   | Ts ts                    | ʦ                   | „tse“ (mit Murmellaut)/„цъ“                                   | wie deutsches z |
| Ч ч        | Č č   | Ch ch                    | ʧ                   | „tsche“ (mit Murmellaut)/„чъ“                                 | wie deutsches tsch in „Tschüs“ |
| Ш ш        | Š š   | Sh sh                    | ʃ                   | „sche“ (mit Murmellaut)/„шъ“                                  | wie deutsches sch in „Scheibe“ |
| Щ щ        | Ŝ ŝ   | Sht sht                  | /ʃt/                | „schte“ (mit Murmellaut)/„щъ“                                 | wie deutsches scht in „nascht“ |
| Ъ ъ        | ʺ     | A a                      | /ə/ ([ɤ̞], [ɐ], [ɤ]) | ъ} ⓘ „e“ (Murmellaut)/„ер голям“ („großes Jer“)               | wie rumänisch ă. Ungefähr wie unbetontes deutsches e in „gelingen“. Kann aber auch Richtung dumpfes a gehen, ungefähr wie deutsches er am Wortende wie in „aber“. |
| Ь ь        | ʹ     | Y y                      | ʲ                   | „ер малък“ („kleines Jer“); meist „jo“ für die Kombination ьо | Palatalisiert vorangehende Konsonanten. Kommt nur zusammen mit о in der Wortmitte als ьо vor, Aussprache wie deutsches jo in „Joch“. Sehr selten auch mit е als ье, Aussprache dann je + Palatalisierung.                                                                                            |
| Ю ю        | Û û   | Yu yu                    | /ju/                | „ju“/„ю“                                                      | wie deutsches ju in „Julian“. Palatalisiert vorangehende Konsonanten und kann oft Richtung ü gehen, z. B. Кюстендил=„[Küstendil]“ |
| Я я        | Â â   | Ya ya                    | /ja/                | „ja“/„я“                                                      | wie deutsches ja in „Jasmin“. Palatalisiert vorangehende Konsonanten. |

## Grammatik
Die bulgarische Grammatik unterscheidet sich in vielen Punkten von anderen slawischen Sprachen. Auch benachbarte Sprachen, wie z. B. Albanisch oder Rumänisch, welche selbst keine slawischen Sprachen sind, weisen teilweise die gleichen Eigenheiten auf. Deshalb werden diese Sprachen auch unter dem Begriff Balkansprachen zusammengefasst, obwohl sie nicht nahe miteinander verwandt sind. Man spricht in diesem Zusammenhang von einem Sprachbund.

### Deklination, Artikel
Unter den slawischen Standardsprachen gibt es Artikel nur im Bulgarischen und im nahe verwandten Mazedonischen. Die bestimmten Artikel werden im Unterschied zu vielen anderen Sprachen an das Nomen (bzw. das erste Wort seiner Nominalgruppe) angehängt (postponierte Artikel). Im Bulgarischen gibt es ferner nur sehr schwach ausgeprägte Kasūs, außer bei Pronomina sowie bei den Artikelformen der Maskulina treten sie nicht in Erscheinung. In den wenigen Fällen, wo sie sichtbar werden, unterscheidet man Nominativ, Dativ und Akkusativ; der Genitiv wird durch Präposition на mit Dativ ersetzt (vergleichbar zum im Deutschen umgangssprachlichen Ersatz des Genitivs durch von mit Dativ).
Bei der Kommunikation im Freundes- und Familienkreis findet der Vokativ Verwendung.

### Zeitformen
Das Bulgarische verfügt über eine sehr ausgeprägte Formenvielfalt bei den Verben. Man unterscheidet neun verschiedene Zeitformen: Präsens, zwei Futurformen (Futurum und Futurum exactum), vier Vergangenheitsformen (Imperfekt, Aorist, Perfekt, Plusquamperfekt) sowie zwei Mischformen aus Vergangenheit und Futur (siehe unten), wobei Aorist und Imperfekt als sogenannte synthetische Formen, Perfekt und Plusquamperfekt als periphrastische Formen der Vergangenheitstempora bezeichnet werden. Die synthetischen Formen sind nicht zusammengesetzt, wohingegen die periphrastischen Formen meist zusammengesetzt gebildet werden. Beispiel: аз четох [Aorist] „ich habe (einmal) gelesen“ und аз четях [Imperfekt] „ich las“ sind nicht-zusammengesetzte Vergangenheitsformen; hingegen sind аз съм чел [Perfekt] „ich habe gelesen“ und аз бях чел [Plusquamperfekt] „ich hatte gelesen“ genauso wie im Deutschen zusammengesetzte Vergangenheitsformen, die stets unter Verwendung des Hilfszeitworts съм sam „sein“ gebildet werden. Wie deutlich wird, ist die Wiedergabe des (im Deutschen nicht existenten) Aorists überaus schwierig, da die Einmaligkeit der Handlung im deutschen Sprachgebrauch nur umschrieben werden kann und keine eigene grammatikalische Kategorie darstellt. Meist wird der Aorist im Deutschen einfach mit dem Perfekt wiedergegeben.
Darüber hinaus gibt es zwei „Mischformen“ aus Zukunft und Vergangenheit, nämlich das Futurum praeteriti sowie das recht ungebräuchliche Futurum exactum praeteriti. Mit den letzteren beiden Formen lässt sich ausdrücken, dass man in der Vergangenheit davon ausgegangen ist, dass etwas geschehen werde. Eine Entsprechung im Deutschen wäre ungefähr eine Konstruktion wie „Ich dachte, dass er es erledigen würde“ oder „Er wollte es erledigen“ (Futurum praeteriti); eine solche Konstruktion wird anderweitig auch als ein Prospektiv bezeichnet. Das Futurum exactum praeteriti entspricht im Deutschen Konstruktionen wie: „Ich dachte, er würde es mittlerweile erledigt haben“ oder „Er wollte es schon bis gestern erledigt haben“. Aufgrund der Tatsache, dass die beschriebene Handlung möglicherweise doch nicht ausgeführt wurde, nehmen diese eigentlich indikativischen Formen oft auch die Funktion des Konjunktivs ein.

### Verbalaspekt
Wie andere slawische Sprachen macht auch das Bulgarische in (fast) allen Zeitformen von der grammatikalischen Kategorie des Verbalaspektes Gebrauch. Somit existieren rein rechnerisch 9·2 = 18 verschiedene Kombinationen aus Aspekt und Tempus. Allerdings kommen einige Aspekt-Tempus-Paare nur sehr selten vor (z. B. Imperfekt perfektiver Verben).
Das sogenannte „Aspektparadigma“ im Bulgarischen beruht auf der Tatsache, dass man eine Handlung auf Seiten des Sprechers auf zwei verschiedene Arten betrachten kann (das Wort Aspekt leitet sich vom lateinischen aspicere ‚erblicken, anschauen, betrachten‘ ab):
- Will der Sprecher den Verlauf, die Dauer oder die Wiederholung einer Handlung mitteilen, so verwendet er den imperfektiven oder unvollendeten Aspekt. Dadurch wird auch eine allgemeine Feststellung eines Geschehens zum Ausdruck gebracht. Imperfektive Verben zeichnen sich oft durch das Suffix -ва aus, z. B. купувам („kaufen“), идвам („kommen“).
- Will der Sprecher andererseits das Ergebnis oder die Einmaligkeit eines Vorgangs oder einer Tatsache schildern, benutzt er den perfektiven oder vollendeten Aspekt. Perfektive Verben haben oft das Suffix -н an den Wortstamm angefügt, oder sie werden durch die Vorsilben на- oder по- erweitert, z. B. срещна се („sich treffen“), потърся („suchen“), напиша („schreiben, aufschreiben“).
- Wie oben erwähnt, können dann (fast) jedem Verb zwei Aspektformen zugeordnet werden, und zwar auch in allen Zeitformen. Üblicherweise bedient man sich im Präsens meist nur der imperfektiven Form; auch in anderen Zeiten sind gewisse Paare von Aspekt und Tempus höchst ungebräuchlich. Auch nach gewissen vorgeschalteten Verbformen, die Beginn, Fortdauer oder Ende einer Handlung einleiten, folgt immer die Verbform im imperfektiven Aspekt, z. B. започвам да … („beginnen zu …“) mit imperfektivem Aspekt; Bsp.: започвам да пиша „beginnen zu schreiben“. Vom Verb започвам selbst existiert auch eine perfektive Form: започна. Das Folgeverb (in unserem Fall пиша „schreiben“) wird aber immer im imperfektiven Aspektmodus wiedergegeben.

Beispiele für Aspektpaare:
| unvollendet                                   | vollendet                                      |
| --------------------------------------------- | ---------------------------------------------- |
| пиша pischa „(öfter) schreiben“               | напиша napischa „(einmalig) schreiben“         |
| срещам се sreschtam se „sich (öfter) treffen“ | срещна се sreschtna se „sich (einmal) treffen“ |
| идвам idwam kommen                            | дойда doida kommen                             |

Die Formenbildung der Aspektpaare ist im Bulgarischen sehr divers und komplex (im Gegensatz zum Russischen). Um aus imperfektiven Verben perfektive Formen zu generieren, lassen sich circa 18 mögliche Präfixe und Suffixe identifizieren.
Die Zweiteilung der Verben in perfektiv und imperfektiv setzt sich auch in den Tempora fort und muss dort der entsprechenden Bildungsweise der einzelnen Zeitformen angepasst werden, was zu einer fast unüberschaubaren Fülle unterschiedlicher Bildungsweisen von Konjugationsklassen und Konjugationsunterklassen führt. Hinzu kommt, dass bei manchen Verben nur eine der beiden Dublettformen existiert (man nennt diese Formen dann Imperfektiva tantum oder Perfektiva tantum). Weiterhin können oftmals perfektive Verben sekundär imperfektiviert werden, was zu Formen-Tripletts führen kann, z. B. пиша (imperfektiv) → напиша (perfektiv) → написвам (sekundär imperfektiv). Im Deutschen können die meisten perfektiven Zeitformen (der Begriff hat hier nichts mit dem Tempus „Perfekt“ zu tun!) – wie der Aorist – aufgrund des fehlenden Aspektparadigmas in den germanischen Sprachgruppen nur meist bedeutungsneutral wiedergegeben werden (sofern die Übersetzbarkeit mit Wortzusätzen wie einmal oder öfters nicht funktioniert).
Die Verbalaspekte erweisen sich für den Nicht-Muttersprachler beim Erlernen einer slawischen Sprache im Allgemeinen als äußerst schwierig und führen unter anderem dazu, dass slawische Sprachen allgemein als relativ schwierig zu erlernen gelten.

### Weitere Verbformen
Ebenfalls typisch für slawische Sprachen ist die Vielfalt an Partizipien: Partizip Präsens Aktiv, Aktivpartizip des Imperfekts, Aktivpartizip des Aorists, Passivpartizip Präsens, Passivpartizip des Aorist, Passivpartizip praeteriti, Adverbialpartizip sowie der nur selten anzutreffende sogenannte „Restinfinitiv“.
Interessanterweise existiert, wie beim Neugriechischen, im Bulgarischen – ebenfalls im Gegensatz zu anderen slawischen und auch den meisten anderen indogermanischen Sprachen – kein Infinitiv. In Wortlisten wie beispielsweise Wörterbüchern wird an seiner Stelle normalerweise die 1. Person Singular Präsens Indikativ Aktiv verwendet (welche man dann als „Nennform“ des Verbes bezeichnet). Bei Satzkonstruktionen wie beispielsweise „Möchtest du essen?“ („essen“ im Deutschen im Infinitiv) wird stattdessen mit dem Wort  да da  das zweite Verb in konjugierter Form angeschlossen: „Искаш ли да ядеш?“ („Iskasch li da jadesch?“; wörtlich übersetzt ungefähr: „Möchtest du, dass du isst?“).

### Verbmodi
Als Verbmodi existieren neben Indikativ, Imperativ und Konditional (welcher ungefähr die Funktion des Konjunktivs im Deutschen übernimmt) auch der Konklusiv (zeigt an, dass man einen Sachverhalt aus einem anderen logisch erschließt), der Renarrativ (zeigt an, dass der Sprecher einen Sachverhalt nicht selbst erlebt hat, sondern dass er die Schilderung eines Dritten weitergibt, vergleichbar der indirekten Rede im Deutschen) sowie der dubitative Renarrativ (wie Renarrativ; allerdings zweifelt der Sprecher den Wahrheitsgehalt an).

### Fragesätze
Bei Entscheidungsfragen (Sätze, auf die eine Ja/Nein-Antwort erwartet wird) findet fast immer die Partikel ли li Verwendung. Sie tritt nur bei Entscheidungsfragen, jedoch nicht bei anderen Fragen auf, und wird typischerweise hinter das Verb oder aber einen dadurch besonders betonten Teil der Frage gesetzt. Beispiele:
- Möchtest du essen? – „[Ти] искаш ли да ядеш?“ („[Ti] Iskasch li da jadesch?“)
- Du möchtest essen? – „Ти ли искаш да ядеш?“ („Ti li iskasch da jadesch?“) – das „Du“ wird hervorgehoben. Das Weglassen von ли in diesem Beispiel ist zwar zulässig, würde dem Satz aber eine andere Bedeutung geben: „Ти искаш да ядеш?“ – das Ziel ist, die Verwunderung des Fragestellenden zum Ausdruck zu bringen. Eine passende Übersetzung dieses Satzes auf Deutsch wäre: „Du möchtest also essen?“
- Vergleiche hierzu: Wo bist du? – „Къде си [ти]?“ („Kade si [ti]?“) – keine Entscheidungsfrage, daher ohne ли. Dass es sich hier um eine Frage handelt, geht auch aus dem Wort къде („wo“) hervor. Das macht die Verwendung von ли überflüssig – diese wäre aber nicht falsch und kann der Frage eine andere Nuance geben. Zum Beispiel:

„Къде ли си ти?“ (Kade li si ti?) – „Wo könntest Du denn nun sein?“
„Накъде отива той?“ (Nakade otiwa toj?) – „Wohin geht er?“
„Накъде ли отива той?“ (Nakade li otiwa toj?) – „Wo könnte er denn nun hin wollen?“
„Накъде пък се отправи този?“ (Nakade pak se otprawi tosi?) – „Wo will auch dieser nun hin?“ (Betonung auf dieser: Verwunderung, dass auch dieser irgendwohin möchte, obwohl man z. B. gesagt hat, dass alle dableiben mögen)
„Накъде ли пък се отправи този?“ (Nakade li pak se otprawi tosi?) – „Wo möchte dieser hin?“ (Betonung aufs Ziel)
„Кога ли и мен ще ме трясне някой гръм?“ (Koga li i men schte me trjasne njakoj gram?) – „Wann wohl auch ich von einem Blitz getroffen werde?“
Die Übersetzungen (rechts) sind zwar nicht genau, spiegeln aber die Nuancen in der Bedeutung wider, die durch das Verwenden von ли entstehen.

## Einige bulgarische Wörter und Phrasen
Zunächst einige kurze Aussprachehinweise zur folgenden Tabelle:
- ə bezeichnet den bulgarischen „Murmelvokal“ (Ungerundeter halbgeschlossener Hinterzungenvokal) ъ, welcher ungefähr so auszusprechen ist wie beispielsweise das e in murmeln.
- Die zu betonende Silbe ist mit einem Akzentzeichen hervorgehoben.
- e wird immer so ausgesprochen wie ä, auch in unbetonter Stellung (sonst würde es mit ъ verwechselt!).
- s wird immer stimmhaft ausgesprochen, so wie in summen.
- ß wird immer stimmlos ausgesprochen, so wie in hassen.
- sh ist ein stimmhaftes sch, also derselbe Laut wie das g in Garage.
- ll ist ein dunkles l, ähnlich wie im englischen well.

| Deutsch                | Bulgarisch    | Aussprache    |
| ---------------------- | ------------- | ------------- |
| Tag                    | ден           | den           |
| Nacht                  | нощ           | noscht        |
| Kind                   | дете          | deté          |
| Schule                 | училище       | utschílischte |
| Feuer                  | огън          | ógən          |
| ich arbeite            | аз работя     | as rabótja    |
| Guten Tag.             | Добър ден.    | Dóbər den.    |
| Guten Morgen.          | Добро утро.   | Dobró útro.   |
| Hallo!                 | Здравей!      | Sdrawéj!      |
| Wie geht es Dir/Ihnen? | Как си/сте?   | Kak ßi/ßte?   |
| Mir geht es gut.       | Добре съм.    | Dobré ßəm.    |
| ja                     | да            | da            |
| nein                   | не            | ne            |
| vielleicht (kann sein) | може би       | moshe bi      |
| danke                  | благодаря     | bllagodarjá   |
| bitte                  | моля          | mólja         |
| Was ist das?           | Какво е това? | Kakwó e towá? |

## Sprachbeispiel
Allgemeine Erklärung der Menschenrechte, Artikel 1:
Член 1: Всички хора се раждат свободни и равни по достойнство и права. Те са надарени с разум и съвест и следва да се отнасят помежду си в дух на братство.

Tschlen parwi: Wsitschki chora se raschdat swobodni i rawni po dostojnstwo i prawa. Te sa nadareni s rasum i sawest i sledwa da se otnasjat pomeschdu si w duch na bratstwo.
Artikel 1: Alle Menschen sind frei und gleich an Würde und Rechten geboren. Sie sind mit Vernunft und Gewissen begabt und sollen einander im Geist der Brüderlichkeit begegnen.

## Deutsche Wörter, die in die bulgarische Sprache übernommen wurden
Die Konsonanten werden härter ausgesprochen, lange Vokale kurz (siehe Bohrmaschine) und die einzelnen Silben werden oft anders betont.

- Absatz: абзац absaz
- (Sport-)Anzug: анцуг anzug
- Auspuff: ауспух auspuch
- Autokran: автокран awtokran
- Backenbart: бакенбард bakenbart
- Backpulver: бакпулвер bakpulwer
- Bagger: багер bager
- Bohrmaschine: бормашина bormaschina
- Diesel: дизел disel
- Edelweiß: еделвайс edelwajs
- Endspiel: ендшпил} endschpil
- (Schraub-)Fassung: фасунга fassunga
- Federball: федербал federbal
- Feuerwerk: (фойерверк fojerwerk)
- Feldscher: Фелдшер feldscher
- (faules) Geschäft: гешефт gescheft
- Isolierband: изолирбанд isolirband
- Kurort: курорт kurort
- Landschaft: ландшафт landschaft
- Leitmotiv: лайтмотив lajtmotiw
- Leberwurst: лебервурст leberwurst
- Maßstab: мащаб maschtab
- Mundstück: мундщук mundschtuk
- Müsli: мюсли mjusli
- (Übungs-)Platz: (плац plaz)
- Punkt: (пункт punkt)
- Scheibe: шайба schajba
- Schiebedach: шибидах schibidach
- schleifen; шлайфам schlajfam
- Schrift(-art); шрифт schrift
- Schuss(-fahrt): шус schus
- Stecker: щекер schteker
- Stöpsel: щепсел schtepsel
- (Apfel-)Strudel: щрудел schtrudel
- Witz| виц wiz
- Wunderkind: вундеркинд wunderkind
- Wurst: вурст wurst
- Zeitnot: цайтнот zajtnot
- Zement: цимент Ziment
- Zifferblatt: циферблат ziferblat
- Zugzwang: цугцванг zugzwang

## Vergleich mit der russischen Sprache
Das Bulgarische zeigt zum Russischen und zu den meisten anderen slawischen Sprachen zahlreiche sprachliche Unterschiede, die aus dessen Zugehörigkeit zum Balkansprachbund resultieren, wie beispielsweise den beinahe vollständigen Verlust der Kasus (Kasussynkretismus) oder die Existenz nachgestellter (postponierter) Artikel. Weiterhin gibt es im Bulgarischen sehr viel mehr Zeitformen als im Russischen.
Beim Alphabet ergeben sich einige kleine Unterschiede zum Russischen.
- Der wichtigste Unterschied ist der, dass das Zeichen ъ kein Härtezeichen, sondern einen dem Bulgarischen eigenen Vokal darstellt. Daher gibt es sowohl kleines ъ als auch großes Ъ, und Wörter können mit ъ anfangen (ъгъл „Winkel“ und davon abgeleitete Wörter). Sein Lautwert entspricht dem ă im Rumänischen, also ungefähr einem stummen e im Deutschen, z. B. in murmeln, oder dem Lautwert des ersten Vokals des Wortes Ypsilon. Der Laut ist somit deutlich dunkler als das russische ы. Umgekehrt kommt ы in der bulgarischen Schrift nicht vor.
- щ wird „шт“ [ʃt] ausgesprochen.
- Generell werden die nicht jotierten Vokale normalerweise klar ausgesprochen, also nicht jotiert oder diphthongiert wie im Russischen. Beispielsweise wird bulgarisch е wie russisch э ausgesprochen; das Zeichen э existiert im Bulgarischen nicht. Eine Palatalisierung von Konsonanten tritt im Vergleich zu den anderen slawischen Sprachen wesentlich seltener auf, nämlich nur vor я, ю und ь(о); regional manchmal auch vor е und и. Des Weiteren tritt die Palatalisierung nie am Wortende auf.

Die Rechtschreibung ist wesentlich einfacher:
- Das Weichheitszeichen ь tritt (fast) ausschließlich in der Wortmitte vor о als ьо auf; diese Kombination entspricht dem russischen ё. Die Kombinationen ьи und ье sind extrem selten und können nur bei der kyrillischen Umschrift ausländischer Namen auftreten, z. B. in „Вальехо“ Waljecho
- Es gibt kein Härtezeichen (siehe oben)
- Keine Entscheidung, ob и oder ы (da es letzteres im Bulgarischen nicht gibt)
- Keine Entscheidung, ob e oder э (da es letzteres im Bulgarischen nicht gibt)
- Beim Lesen eines Textes keine Entscheidung, ob ein е eventuell ein nicht ausgeschriebenes ё ist, da man statt ё immer ьо schreibt (siehe oben)
- Fast keine Buchstabenverdoppelungen (insbesondere Verdoppelungen von Konsonanten sind meist rein morphologisch bedingt, z. B. от + там → оттам oder Singular лекция → Plural лекции, und somit leichter im Gedächtnis zu behalten); eine Ausnahme stellt die Bildung von Femininum-, Neutrum- und Pluralformen von Adjektiven dar, die auf -нен enden: временен (m, „vorläufiger“) → временна (f, „vorläufige“); nicht zu verwechseln mit времена – die Pluralform von време („Zeit“); dagegen aber почтен (m, „anständiger“) → почтена (f, „anständige“).
- Eine Besonderheit stellt die Rechtschreibung von с („mit“) und в („in“) dar. Vor Wörtern, die mit den Buchstaben c oder з anfangen, wird statt с die Langform със geschrieben, z. B.: със сила („mit Kraft“), със задача („mit der Aufgabe“). Ebenso wird statt в die Langform във vor Wörtern geschrieben, die mit в oder ф anfangen, z. B. във Венеция (Waw Wenezija, „in Venedig“), във Франкфурт (Waw Frankfurt, „in Frankfurt“). Dies kann beispielsweise mit dem Englischen verglichen werden, wo es nicht a apple, sondern an apple heißt.